# جوليا الصغرى (أخت قيصر)
جوليا، تُعرف أيضًا بـجوليا الصغري (101–51 ق.م) كانت الثانية من أثنين من أبناء غايوس يوليوس قيصر وأوريليا كوتا. وهي معروفة بأنها أخت الديكتاتور غايوس يوليوس قيصر، وجدة أغسطس.